# Ейстейн III (король Норвегії)
Е́йстейн III Дівчисько (1157 — 1177) — король Норвегії з 1176 до 1177 року. Походив з династії Інглінгів.

## Життєпис
Син Ейстейна II, короля Норвегії, та невідомої коханки. Під час війн часів Інге I, Гокона II та Магнуса V не брав активної участі у політичних справах.
Згодом партія біркебейнерів, яка представляла інтереси бондів, невдоволена політикою короля Маґнуса V висунула у 1174 році як претендента на трон Ейстейна Ейстейнсона. Його армія захопила Тронгейм в цьому ж році, а у 1176 році на тінзі біля ріки Ніделва Ейстейна було оголошено новим королем. У вирішальній битві при Ре 14 січня 1177 року армія Ейстейна III зазнали нищівної поразки від королівського війська на чолі із ярлом Ерлінґом Кривим. Сам Ейстейн загинув у битві.